# Károly Kalchbrenner
Károly Kalchbrenner (5 de mayo de 1807, Pöttelsdorf - 5 de junio de 1886, Spišské Vlachy) , fue un micólogo húngaro. Se preparó con estudios de Teología tempranamente y fue ordenado clérigo en Spišské Vlachy en el noreste de Eslovaquia.
Sus contribuciones incluyen la publicación de 60 Arts. y descripciones de más de 400 hongos de Europa, Asia, Australia, y Sudamérica. Escribe e ilustra Icones Selectae Hymenomycetum Hungariae. Además colabora con F. von Mueller en Victoria (Australia), John M. Wood en Sudáfrica, Mordecai C. Cooke en Inglaterra y Felix von Thümen en Austria.

## Algunas publicaciones
- 1843 Abendandacht am Schlusse des Jahres 1843 gehalten in der evangelischen Kirche A. C. zu Wallendorf. Leutschau

- 1844 Abendandacht am Schlusse des Jahres 1844. Kaschau

- 1867 A szepesi gombák Jegyzéke II. Pest, 1867. (Mathem. és term. Közlemények V. 7. Az I. jegyzék a Közlemények 3. kötetében jelent meg.)

- 1870 A szepesi érczhegység növényzeti jelleme. Utazási jelentés. U. ott, 1870. (Mathem. és term. Közlem. VI. 3)

- 1873 A magyar gombászat fejlődéséről és jelen állapotáról. Székfoglaló. Budapest, 1873. (Értekezések a term. tudom. köréből. IV. I)

- 1875 # Icones selectae Hymenomycetum Hungariae per Stephanum Schulzer et Car. Kalchbrenner observatorum et delineatorum. Magyarország hártyagombáinak válogatott képei a m. tudom. akadémia III. osztályának megbízásából kidolgozta. Pest, 1873-75. Négy füzet (texto en inglés y alemán, 40 láminas en color)

- 1875 Dorner József emléke

- 1878 Szibériai és délamerikai gombák ... Négy táblával

- 1880 Új vagy kevesbbé ismert szömörcsögfélék.-Phalloidei novi vel minus cogniti. Húng. & latín

- 1884 Új vagy kevésbbé ismert hasgombák.-Gasteromycetes novi vel minus cogniti. v táblával. Húng. & latín

## Honores
Miembro de
- Academia de Ciencias de Hungría
- Sociedad linneana de Nueva Gales del Sur

### Eponimia
Género de hongos
- Kalchbrenneriella Diederich & M.S.Christ.[1]

- La abreviatura «Kalchbr.» se emplea para indicar a Károly Kalchbrenner como autoridad en la descripción y clasificación científica de los vegetales.[2]

## Taxones nombrados
- Amanita effusa
- Humidicutis lewelliniae
- Lepista caffrorum
- Uredo commelinae[3]

## Publicaciones
- Completa bibliografía en Worldcat